# Goniopora somaliensis
Goniopora somaliensis is een rifkoralensoort uit de familie van de Poritidae. De wetenschappelijke naam van de soort is voor het eerst geldig gepubliceerd in 1907 door Vaughan.